# Иисало, Туомас
Туомас Иисало (фин. Tuomas Iisalo; род. 29 июля 1982, Хельсинки, Финляндия) — финский баскетбольный тренер. 

## Карьера
Игровую карьеру провёл в баскетбольных клубах Финляндии. 
Тренерскую карьеру начал в Финляндии и потом возглавлял команды в Германии.
Тренер возглавил французский клуб «Париж» летом 2023 года и привел к победе в Еврокубке-23/24 и вывел команду в финал французской лиги. Был признан лучшим тренером сезона Еврокубка-2023/24. Под руководством Йисало «Париж» добился лучшего процента побед в истории Еврокубка (95,2%), а также повторил рекорд лиги по количеству побед в одном сезоне (20).
Летом 2024 года Йисало присоединился к тренерскому штабу «Мемфиса». В марте 2025 года временно возглавил команду после увольнения главного тренера Тэйлора Дженкинса, а уже в мае 2025 года «Мемфис» утвердил Туомаса Иисало в должности главного тренера.

## Статистика
| Сезон | Команда                | Лига                   | GP | GS | MPG  | FG%  | 3P%  | FT%  | RPG | APG | SPG | BPG | PFL | TOV | PPG |
| --- | ---------------------- | ---------------------- | -- | -- | ---- | ---- | ---- | ---- | --- | --- | --- | --- | --- | --- | --- |
| 2011/12 | Все клубы              | Все лиги               | 42 | 23 | 21,5 | 35,0 | 25,2 | 91,7 | 2,6 | 1,5 | 0,6 | 0,1 | 2,1 | 0,9 | 5,0 |
| 2011/12 | Торпан Поят            | Чемпионат Финляндии    | 40 | 23 | 21,7 | 35,5 | 26,5 | 91,7 | 2,6 | 1,5 | 0,7 | 0,1 | 2,2 | 0,8 | 5,0 |
| 2011/12 | Торпан Поят            | Единая лига ВТБ        | 2  | 0  | 17,5 | 29,4 | 9,1  | -    | 3,0 | 1,0 | 0,5 | 0,0 | 2,0 | 1,5 | 5,5 |
| 2013/14 | Тапиолан Хонка         | Чемпионат Финляндии    | 46 | 46 | 32,5 | 40,5 | 32,4 | 94,0 | 3,5 | 2,0 | 0,5 | 0,1 | 2,6 | 1,4 | 9,9 |
| Всего | Всего                  | Всего                  | 88 | 69 | 27,2 | 38,5 | 29,8 | 93,5 | 3,1 | 1,8 | 0,6 | 0,1 | 2,4 | 1,1 | 7,6 |
| В чемпионате Финляндии | В чемпионате Финляндии | В чемпионате Финляндии | 86 | 69 | 27,5 | 38,7 | 30,4 | 93,5 | 3,1 | 1,8 | 0,6 | 0,1 | 2,4 | 1,1 | 7,6 |
| Наведите курсор мыши на аббревиатуры в заголовке таблицы, чтобы прочесть их расшифровку Статистика приведена с сайта basketball.realgm.com |                        |                        |    |    |      |      |      |      |     |     |     |     |     |     |     |